# People Like Us
People Like Us is een Amerikaanse dramafilm uit 2012 van regisseur Alex Kurtzman met Chris Pine en Elizabeth Banks in de hoofdrollen. Voor Kurtzman, die ook meeschreef aan het scenario, was het zijn regiedebuut. De film werd het eerst vertoont op het Filmfestival van Los Angeles in juni 2012. Hij presteerde vervolgens ondermaats in de bioscopen, waar slechts drie kwart van het productiebudget werd terugverdiend. Ook de meningen waren verdeeld. Bij Rotten Tomatoes haalt de film 55%, bij Metacritic 49%.

## Verhaal
Sam krijgt te horen dat zijn vader, van wie hij vervreemd is, overleden is en gaat tegen zijn zin naar Los Angeles voor de begrafenis. Ter plaatse krijgt hij te horen dat hij de waardevolle platencollectie erft – zijn vader was muziekproducent. Hij krijgt ook een tas cash geld met instructies om die aan een zekere "Josh Davis" af te leveren. Sam gaat naar hem op zoek en ontdekt zo dat zijn vader een buitenechtelijke dochter had die zelf een zoontje, Josh, heeft. Hij wil het geld eerst zelf houden, want hij kan het goed gebruiken. Hij maakt echter kennis met zijn halfzus Frankie en Josh en gaat met hen om.
Enige tijd later biecht hij Frankie op dat hij in feite haar halfbroer is, waarop zij hem wegstuurt. Ook blijkt dat Sams moeder afwist van het tweede gezin dat haar man eropna hield. Op een bepaald moment stelde ze hem voor de keuze en hij koos voor haar. Intussen heeft Sam wel het belang van familie ingezien en is van plan in Los Angeles te blijven. Als hij het weer goed wil maken met Frankie blijkt dat ze ontslag heeft genomen en verhuisd is. Josh laat hem echter een bericht na met hun nieuwe adres. Hij zoekt haar op en toont haar een oud filmpje dat hij net van zijn moeder kreeg. Te zien is dat Sams vader hem naar het park bracht op hetzelfde moment dat Frankie daar was met haar moeder, en hoe de twee daar als kind samen hebben gespeeld. Daarmee is duidelijk dat die zijn beide kinderen graag zag en aanvaardt Frankie eindelijk dat ze een broer heeft.

## Rolverdeling
- Chris Pine als Sam Harper, de protagonist. Een verkoper die in een lastig parket komt als de overheid een van zijn louche zaakjes onderzoekt.
- Elizabeth Banks als Frankie Davis, Sams halfzus. Ze is alleenstaande moeder en werkt in een hotelbar.
- Michael Hall D'Addario als Josh Alan Davis, Frankies elfjarige zoontje. Hij is intelligent maar rebels, heeft geen vrienden en maakt keer op keer problemen op school.
- Olivia Wilde als Hannah, Sams vriendin. Ze studeert rechten.
- Michelle Pfeiffer als Lillian Harper, Sams moeder.
- Phillip Baker Hall als Ike Rafferty, de advocaat van Sams wijlen vader.
- Maximilian Osinski als telemarketeer.